# Gum 25
Gum 25, nota anche come RCW 40, è una nebulosa diffusa visibile nella costellazione delle Vele.
Si individua circa a metà strada fra le stelle λ Velorum e δ Velorum, in un'area di cielo ricca di nebulose in cui è attiva la formazione stellare, più la celebre Nebulosa delle Vele; si può osservare nelle lastre fotografiche prese con dei telescopi potenti.
Si tratta di una regione HII facente parte del Vela Molecular Ridge, in cui è attivo il fenomeno della formazione stellare; al suo interno si trova un ricco ammasso aperto composto da stelle giovanissime, la cui radiazione ultravioletta illumina e ionizza il gas circostante. Gran parte delle stelle di quest'area sono oscurate, parzialmente o totalmente, da intense nubi di polvere interstellare. La sua distanza (catalogata anche come BBW224) sarebbe pari a circa 1800 parsec (circa 5870 anni luce), dunque alla stessa distanza della nube molecolare gigante nota come VMR B. La principale fonte della ionizzazione dei suoi gas è una stella blu di sequenza principale di classe O9V catalogata come CD -48 4352, facente parte dell'associazione Vela OB1; attorno alla nube è presente una grande struttura di polveri ad anello, in cui sono inclusi alcuni agglomerati più densi e luminosi in cui è in atto un processo di collasso gravitazionale, che porterà alla generazione di nuove stelle. La nube ospita anche un giovane ammasso profondamente immerso nei gas, catalogato col numero 251 in un catalogo edito nel 2003.